# Любешув (Новосольський повіт)
Любешув (пол. Lubieszów, нім. Liebschütz) — село в Польщі, у гміні Нова Суль Новосольського повіту Любуського воєводства.
Населення — 638 осіб (2011).
У 1975-1998 роках село належало до Зеленогурського воєводства.

## Демографія
Демографічна структура станом на 31 березня 2011 року:
|          | Загалом | Допрацездатний вік | Працездатний вік | Постпрацездатний вік |
| -------- | ------- | ------------------ | ---------------- | -------------------- |
| Чоловіки | 313     | 61                 | 232              | 20                   |
| Жінки    | 325     | 66                 | 197              | 62                   |
| Разом    | 638     | 127                | 429              | 82                   |